# Myliobatis rhombus
 Myliobatis rhombus és una espècie de peix de la família dels miliobàtids i de l'ordre dels myliobatiformes.